# アナ・トローハ
アナ・トロハ・フンガリーニョ（Ana Torroja Fungairiño、1959年12月28日 - ）はスペイン・マドリード出身の歌手。かつてはポップ・グループ、メカノのボーカリストとして世界的に有名だった。

## 経歴
- 1981年以前 マドリードの大学で経済学を学んでいた。
- 1981年 兄ホセ・マリーア (José María) と弟ナチョ（Nacho）のカーノ (Cano) 兄弟と共に、メカノ（Mecano）を結成。
- 1991年 世界的ヒットアルバム、『アイダライ』 (Aidalai) を発売後、グループは制作活動の巨大なプレッシャーの反動からか、活動休止状態に陥り、ライヴツアーも1993年に終了する。
  - この後、アナ本人は、ハワイやインドのボンベイ（現ムンバイ）、ニューヨーク等、世界中を転々とする生活を送る。
- 1997年 ソロ・デビュー。
- 1998年 メンバー3人のリユニオン・アルバム、『アナ・ホセ・ナチョ』 (ANA|JOSE|NACHO) 発売をもって、メカノを正式に解散。
- 2006年 オンダス賞、審査員特別言及賞を受賞。

## ディスコグラフィ
- 1997年 Puntos Cardinales
- 1999年 Pasajes de un Sueño
- 2000年 Girados en Concierto
- 2001年 Ana Torroja
- 2003年 Frágil
- 2004年 Esencial
- 2006年 Me Cuesta Tanto Olvidarte
- 2010年 Sonrisa (笑み)
  - この他に、地元のベテラン歌手、ミゲール・ボセ（Miguel Bose）との期間限定ユニット結成や、フランスのグループ、ディープ・フォレスト（Deep Forest）のアルバム、『コンパルサ』（Comparsa）でのゲスト参加等も行った。